# Jaera hippocrate
Jaera hippocrate är en fjärilsart som beskrevs av Frederick DuCane Godman 1904. Jaera hippocrate ingår i släktet Jaera och familjen juvelvingar. Inga underarter finns listade i Catalogue of Life.